# Euctemó
Euctemó (en llatí Euctemon, en grec Εὐκτήμων) va ser un retòric grec que va viure al començament de l'Imperi Romà. En parla Sèneca que va conservar alguns fragments dels seus discursos (Controv. 3.19, 20, 4.25, 5.30, 34.).